# Cornelis Frans Adolf van Dam
Cornelis Frans Adolf van Dam (Ámsterdam, 6 de marzo de 1899 - Utrecht, 25 de enero de 1972), hispanista y cervantista holandés.

## Biografía
Se doctoró en la Universidad de Utrecht, con una tesis que consistió en la edición crítica de El castigo sin venganza de Lope de Vega. Gracias al apoyo del gobierno español presidido por Miguel Primo de Rivera pudo ver creada una cátedra de español para él en 1927. El seis de abril de 1923 había leído en el Ateneo de Madrid su conferencia sobre Las relaciones literarias entre España y Holanda; estuvo en contacto con el Centro de Estudios Históricos de Ramón Menéndez Pidal y ayudó en la confección de varios artículos del Diccionario de la Real Academia, por lo que Pidal le nombró en 1931 miembro correspondiente en Holanda de la misma; en 1951, en el mismo año en que fue nombrado catedrático numerario por la Universidad de Utrecht, fundó en ella el Instituto Español y reunió fondos para su famosa biblioteca, que actualmente lleva su nombre. Desde entonces se formaron en Utrecht nuevas generaciones de hispanistas e hispanoamericanistas; al despedirse de su cátedra en 1969, el Instituto contaba con 69 estudiantes de español.
Elaboró varias gramáticas españolas en holandés, un diccionario hispano-holandés (1948-1949) y una gramática holandesa en Español (1960). Hizo numerosas ediciones de obras de Jacinto Benavente y, entre otras obras, de El mundo es ansí de Pío Baroja, Tigre Juan de Ramón Pérez de Ayala, El castigo sin venganza de Lope de Vega y Don Quijote de la Mancha de Miguel de Cervantes.

## Obras
- Gids voor de lezers van A.A.Fokker's "Flores Españolas". Ámsterdam, Versluys, 1917.
- Las relaciones literarias entre España y Holanda. Conferencia. Ámsterdam, Emmering, 1923.
- Enige beschouwingen over Cervantes en zijn Quijote. Utrecht, Van Druten, 1927
- Lope de Vega, El castigo sin venganza. Groningen, Noordhoff, 1928
- Oefeningen ter vertaling in het Spaans. Zutphen, Thieme, 1932
- Spaans leesboek voor beginners. Zutphen, Thieme, 1932
- Spaans handwoordenboek. 's-Gravenhage, Van Goor, 1932
- Van Goor's miniatuur Spaans woordenboek. 's-Gravenhage, Van Goor, 1935
- Spaans handwoordenboek. 's-Gravenhage, Van Goor, 1937
- Pío Baroja, El mundo es ansí. 's-Gravenhage, Van Goor, 1937 (
- Spaans handwoordenboek. 's-Gravenhage, Van Goor, 1938 (supplement 1).
- Las mil y una expresiones de la lengua Española. 's-Gravenhage, Van Goor, 1938
- Jacinto Benavente, Rosas de otoño en La vestal de Occidente. 's-Gravenhage, Van Goor, 1938
- Ramón Pérez de Ayala, Tigre Juan. 's-Gravenhage, Van Goor, 1940
- Spaans handwoordenboek. 's-Gravenhage Van Goor, 1941 (supplement op deel 11).
- Miguel de Cervantes, El ingenioso hidalgo Don Quijote de la Mancha. Ámsterdam, Querido, 1941-1943
- Spaans handwoordenboek. 's-Gravenhage, Van Goor, 1942 (supplement 11).
- Kramer's Spaans woordenboek. 's-Gravenhage, Van Goor, 1948
- Sebastián Juan Arbó, Tierras del Ebro. 's-Gravenhage, Van Goor, 1950
- Het leven van Lazarillo de Tormes en over zijn wederwaardigheden en tegenslagen. Utrecht, Stichting De Roos, 1953
- Spaanse spraakkunst. Zutphen, Thieme, 1953
- Gramática holandesa. Madrid, CSIC, 1960
- Spaanse spraakkunst voor iedereen. Utrecht, Het Spectrum, 1961

- Datos: Q5788626